# Lyrisme

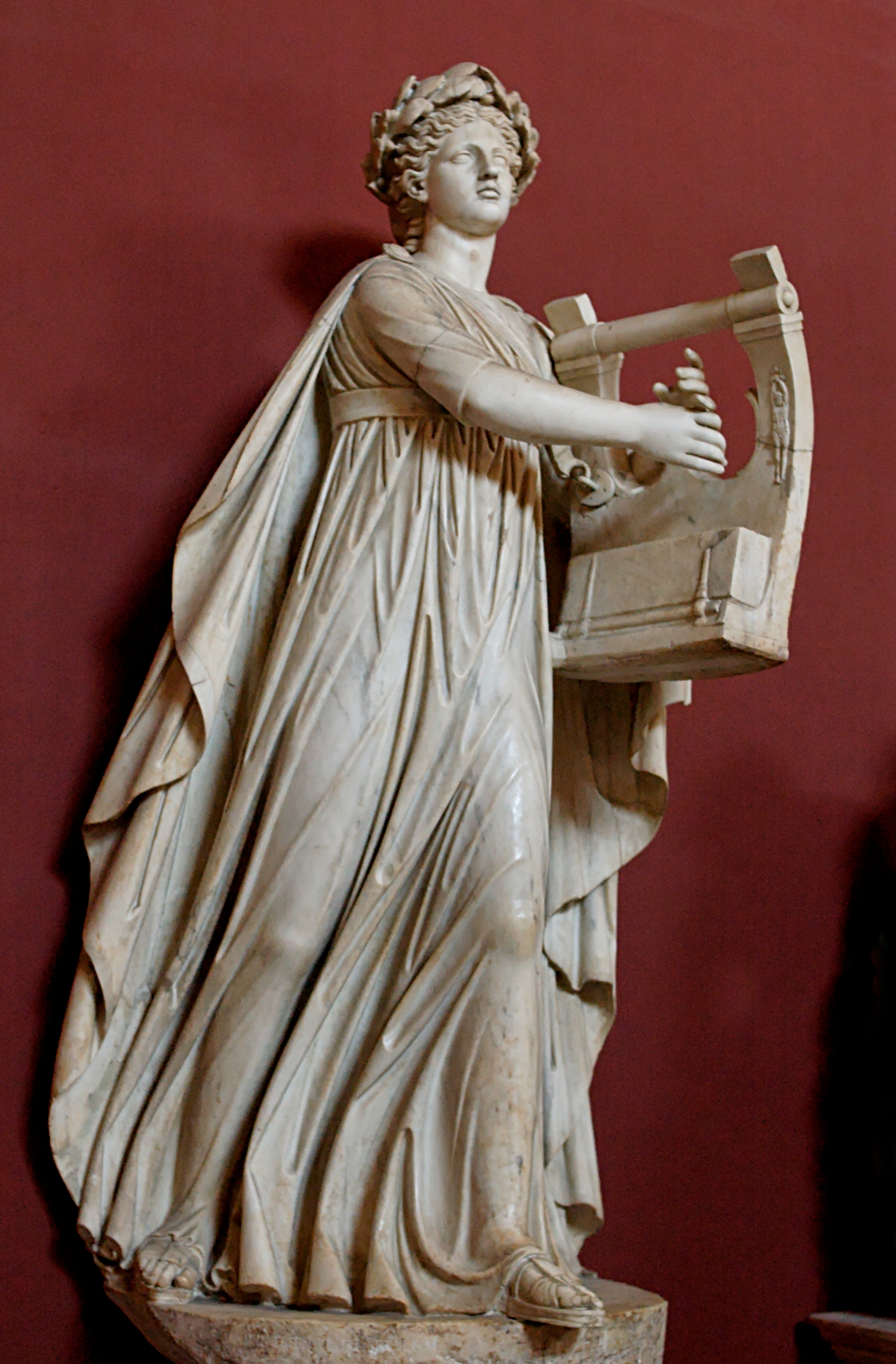
Rome, IIe siècle ap. J.-C, Apollon avec une lyre, musée Pio-Clementino.

Le lyrisme est une tonalité, un registre artistique qui privilégie l'expression poétique et l’exaltation des sentiments personnels, des passions.

## Vocabulaire
Le mot « lyrisme » s'applique dans son sens général à la mise en avant des sentiments intimes dans l'expression artistique, particulièrement en poésie.
Le mot est dérivé de la lyre, instrument de musique à cordes qui est l'attribut d'Apollon (dont l'inventeur légendaire est Hermès), mais aussi d'Orphée, ou d'Érato, muse antique de la poésie lyrique et érotique représentée couronnée de roses et de myrtes et portant une lyre à la main droite.
L'adjectif « lyrique » apparaît en premier au XVe siècle en relation avec la poésie grecque antique et garde longtemps un lien avec la musique qui existe encore dans l'expression « art lyrique ». Attaché cependant à une forme plus mineure de la poésie dès le XVIe, le mot va, en opposition à la poésie épique ou la poésie dramatique qui incluait la tragédie comme la comédie, définir une expression subjective qui concerne en particulier le domaine des sentiments privés.
Le substantif « lyrisme » n'est attesté qu'en 1829 sous la plume d'Alfred de Vigny et il va s'appliquer à l'un des aspects dominants du romantisme : la place faite au « Moi ». Il se définit dès lors communément comme une « Tendance poétique et plus généralement artistique privilégiant l'expression de la subjectivité ».

## Historique

### Antiquité gréco-latine et Moyen Âge
Le mot « lyrisme » vient du grec λυρικός / lurikós, « (joueur de) lyre », et l'adjectif « lyrique » n'est attesté qu'à la fin du XVe siècle avec un sens lié au domaine musical : « Dans l'Antiquité, se dit de poètes qui composaient des poèmes déclamés avec accompagnement de lyre ».
Ce sens s'applique techniquement à la poésie gréco-latine de l'Antiquité (Théocrite, Pindare, Anacréon ; Virgile, Horace, Catulle...) avec des genres comme l'élégie. Ce lien avec la musique caractérisera aussi l'expression des trouvères et troubadours du Moyen Âge et de leurs successeurs qui chantent les thèmes de la reverdie et de la fine amor dans les chansons de toile, les aubes, les pastourelles, les lais, les rondeaux ou les ballades (voir Poésie médiévale française.)

### Temps modernes
Au XVIe siècle, à partir de 1550, les poètes de la Pléiade rejettent les legs du Moyen Âge et prônent un retour aux formes lyriques de l'Antiquité : l'ode et l'élégie. Au milieu du XVIe siècle, Pierre de Ronsard parle, en l'opposant au style haut de la tragédie, de sa « petite lyrique muse » qui chante « l'amour qui (le) point ». Le terme a dès lors son sens d'aujourd'hui lié à l'expression des sentiments et des sensations intimes.
C'est la définition qu'en donne en 1755 Charles Batteux dans ses Principes de littérature : « Se dit des poésies qui expriment les sentiments intimes du poète », en même temps qu'il discute de la part des sentiments réels et des sentiments « imités », simulés par le poète. Il amorce la perception moderne du lyrisme en dépassant la condamnation des vains auteurs d'églogues ou d'élégies que vise Boileau dans son Art Poétique s'écriant « Leurs transports les plus doux ne sont que phrases vaines », même s'il admet que l'ode « entretient dans ses vers commerce avec les dieux ». Le lyrisme sera cependant considéré pendant deux siècles (XVIIe–XVIIIe) comme une orientation mineure et dévalorisée de la poésie, à côté de la poésie épique, narrative ou dramatique, à moins que l'on ne mette en avant une expression religieuse.
Le mot « lyrique » gardera encore sa relation première avec la musique dans l'expression « œuvre lyrique » qui désigne au XVIIIe siècle (Voltaire, Siècle de Louis XIV, 1751) une œuvre, du type opéra et opérette, « mise en scène et chantée sur une scène de théâtre », sens que l'on retrouve dans « art lyrique » et « artiste lyrique ».

### XIXesiècle
Le substantif « lyrisme » n'apparaît qu'au début du XIXe siècle : la première occurrence connue date de 1829, dans une lettre où Alfred de Vigny s'explique sur « le langage (qui devrait) être celui de la tragédie moderne » en parlant du « lyrisme le plus haut ». Le terme s'applique à l'expression des mouvements de l'âme qui sera une des caractéristiques du Romantisme de l'époque. Il sera décrié et rejeté par les parnassiens quelques décennies plus tard.

### Lyrisme contemporain
Dans les années 1980, en opposition à une poésie contemporaine devenue très formelle et analytique, plusieurs poètes revendiquent un certain lyrisme. Si, comme l'écrit Jean-Michel Maulpoix, leur écriture apparaît « plus sage, plus conventionnelle, moins soucieuse d'afficher des signes extérieurs de modernité », il ne s'agit cependant pas d'en revenir à l'effusion romantique.

## Le lyrisme en littérature

### Le lyrisme et la fonction émotive

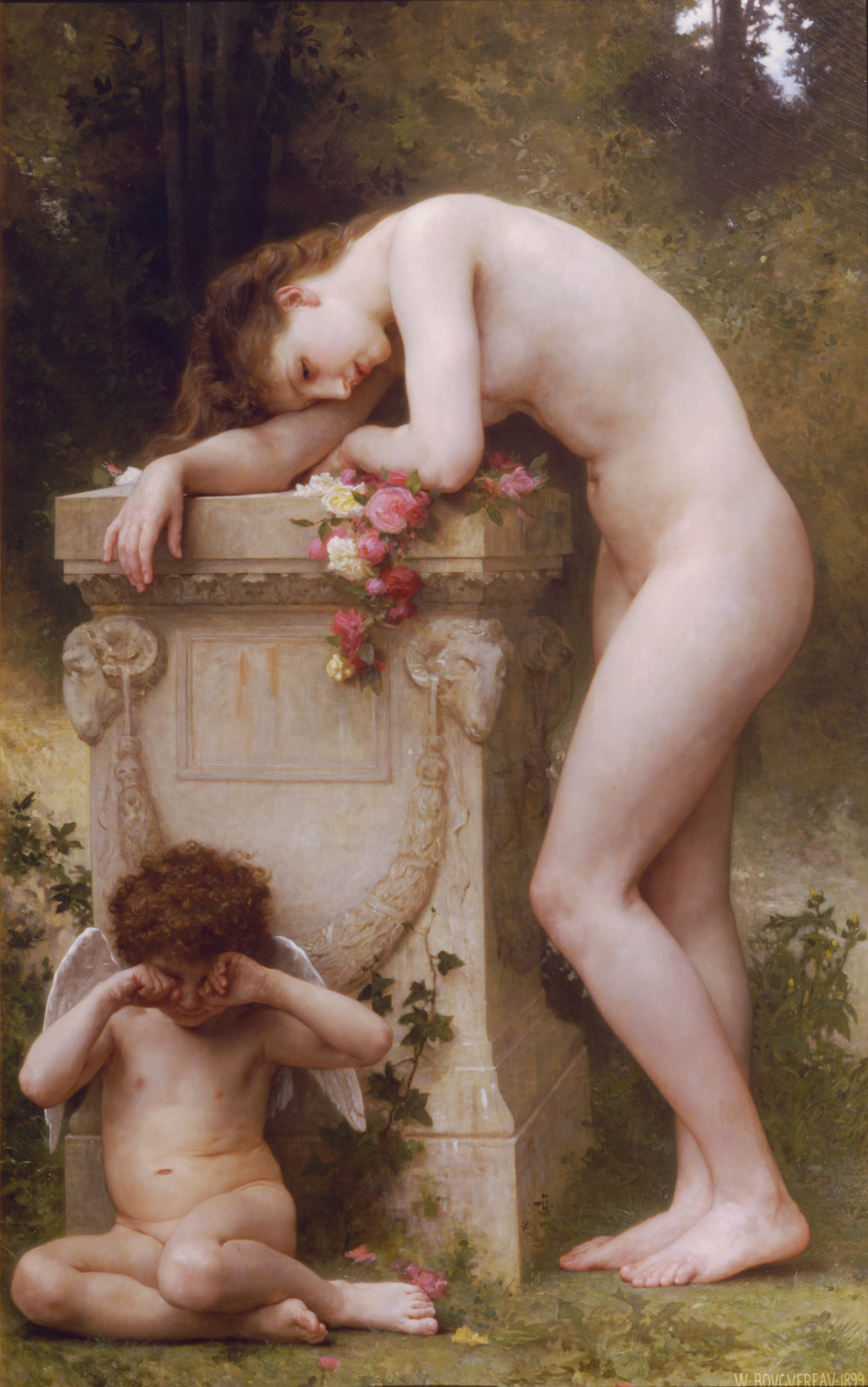
Attribué à William-Adolphe Bouguereau, Allégorie de l'élégie, localisation inconnue.

Le lyrisme correspond à la fonction expressive (ou fonction émotive) du langage, relative à l'émetteur. Roman Jakobson la définit ainsi : « Elle vise à une expression directe de l'attitude du sujet à l'égard de ce dont il parle ».

### Lyrisme: expression poétique au-delà de l'expression de l'intime

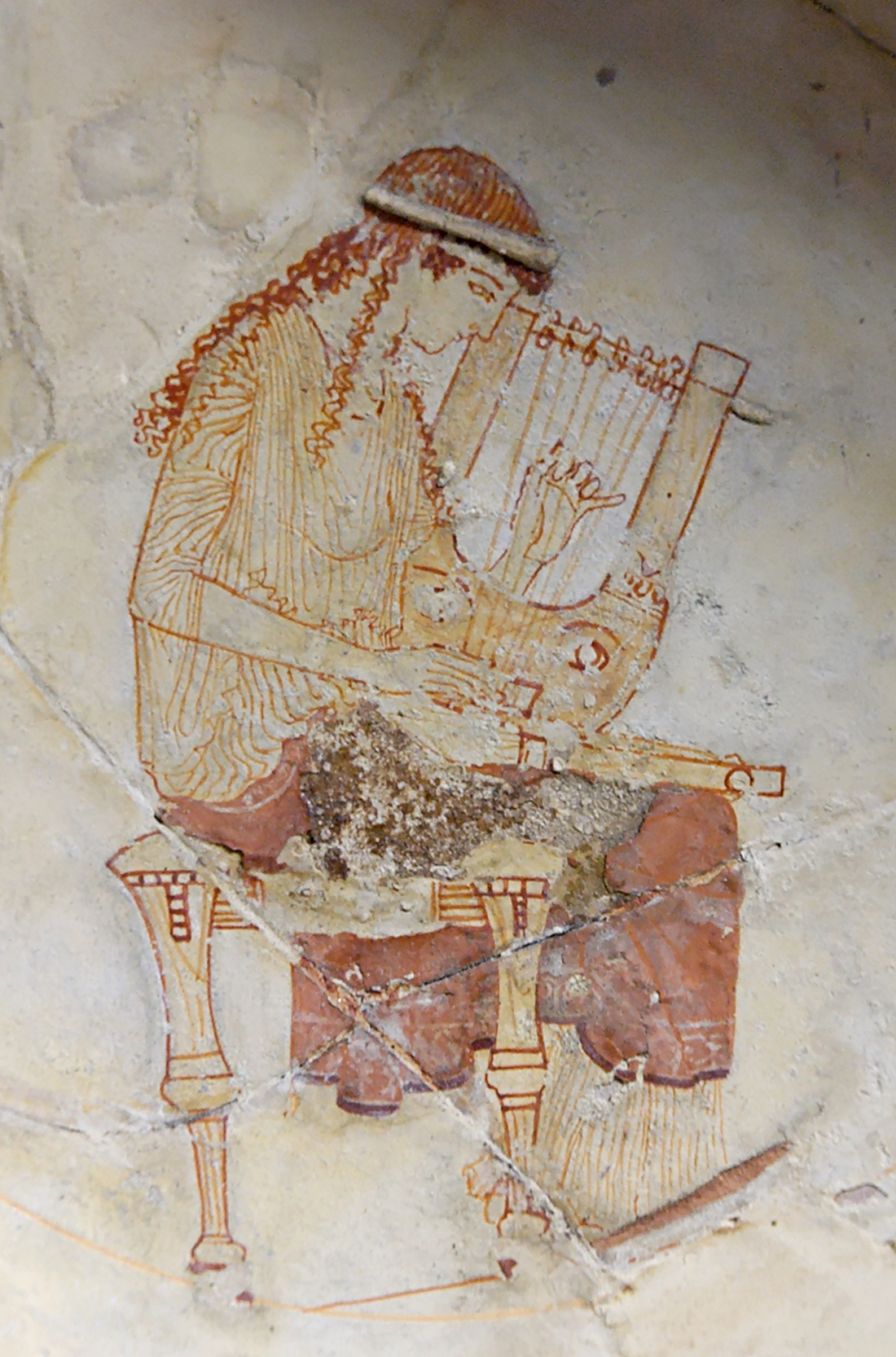
Peintre d'Hésiode, Muse accordant deux cithares (vers 470-460 av. J.-C.), coupe attique, Paris, musée du Louvre.

Le lyrisme, plus large et plus profond, dépasse le sentimentalisme et l'effusion pour s'appliquer à une fonction plus fondamentale du poète, celle du maître du verbe. Le lyrisme serait alors davantage le travail sur les mots, les images, les rythmes et les sonorités, le poète se faisant le truchement des « Voix intérieures » qui l'animent. C'est cet élan créateur qui, passant par une aventure verbale, peut le faire atteindre au sublime.
Mais le guettent aussi l'emphase et le pathos que moque par exemple Flaubert dans le chapitre I, 6 de Madame Bovary où Emma s'enivre de lectures romantiques : « Elle se laissa donc glisser dans les méandres lamartiniens, écouta les harpes sur les lacs, tous les chants de cygnes mourants, toutes les chutes de feuilles, les vierges pures qui montent au ciel et la voix de l'Éternel discourant dans les vallons ». D'autres reprocheront au lyrisme son impudeur : ainsi Leconte de Lisle méprise le poète histrion qui « promène son cœur ensanglanté » sur la scène publique, alors qu'on dénoncera aussi l'inauthenticité du lyrisme dans lequel on voit une posture, voire une imposture : c'est ainsi que Boileau fustige « ce ton ridicule » des « vains auteurs » dont « (Les) transports les plus doux ne sont que phrases vaines » et que les caricaturistes du XIXe siècle comme Benjamin Roubaud ou Daumier se moqueront des poses et des niaiseries sentimentales des romantiques, posant ainsi la question de la sincérité du propos remplacée par l'esthétisation poétique : ainsi les multiples amours chantées par Ronsard relèvent pour une grande part de la poésie de genre, ce qui n'exclut pas la réussite.
On entre alors dans l'énonciation feinte que Käte Hamburger, dans son livre Logique des genres littéraires (1977), distingue de l'énonciation réelle et de l'énonciation fictive. Cette dernière se repère dans les romans (Belle du seigneur, Albert Cohen) ou au théâtre avec des personnages comme Rodrigue (Stances, Le Cid, Pierre Corneille), Hernani (Victor Hugo), Perdican (On ne badine pas avec l'amour, Musset) ou Cyrano de Bergerac (Edmond Rostand) qui dévoilent les mouvements de leur âme.
Reste que le lyrisme, dans sa complexité, est une des orientations majeures de l'expression poétique que les différentes époques ont plus ou moins mise en avant : c'est le cas du romantisme et du symbolisme alors que d'autres périodes pour qui « le moi est haïssable » s'attachent à une orientation plus formaliste et moins subjective (poésie classique ou parnassienne).
Le lyrisme est un des aspects les plus anciens du discours humain, d'abord associé au religieux comme à la vie sociale, dont il reste trace dans la prière et le cantique. Que ce soit sous la forme d'énonciation réelle ou feinte, il est aussi une base constante de la poésie populaire avec le genre de la chanson d'amour et au-delà dans la poésie tout court où « le chant de l'âme » tient une place de premier rang, comme on note aussi sa présence dans les textes autobiographiques (Jean-Jacques Rousseau, Chateaubriand…). 

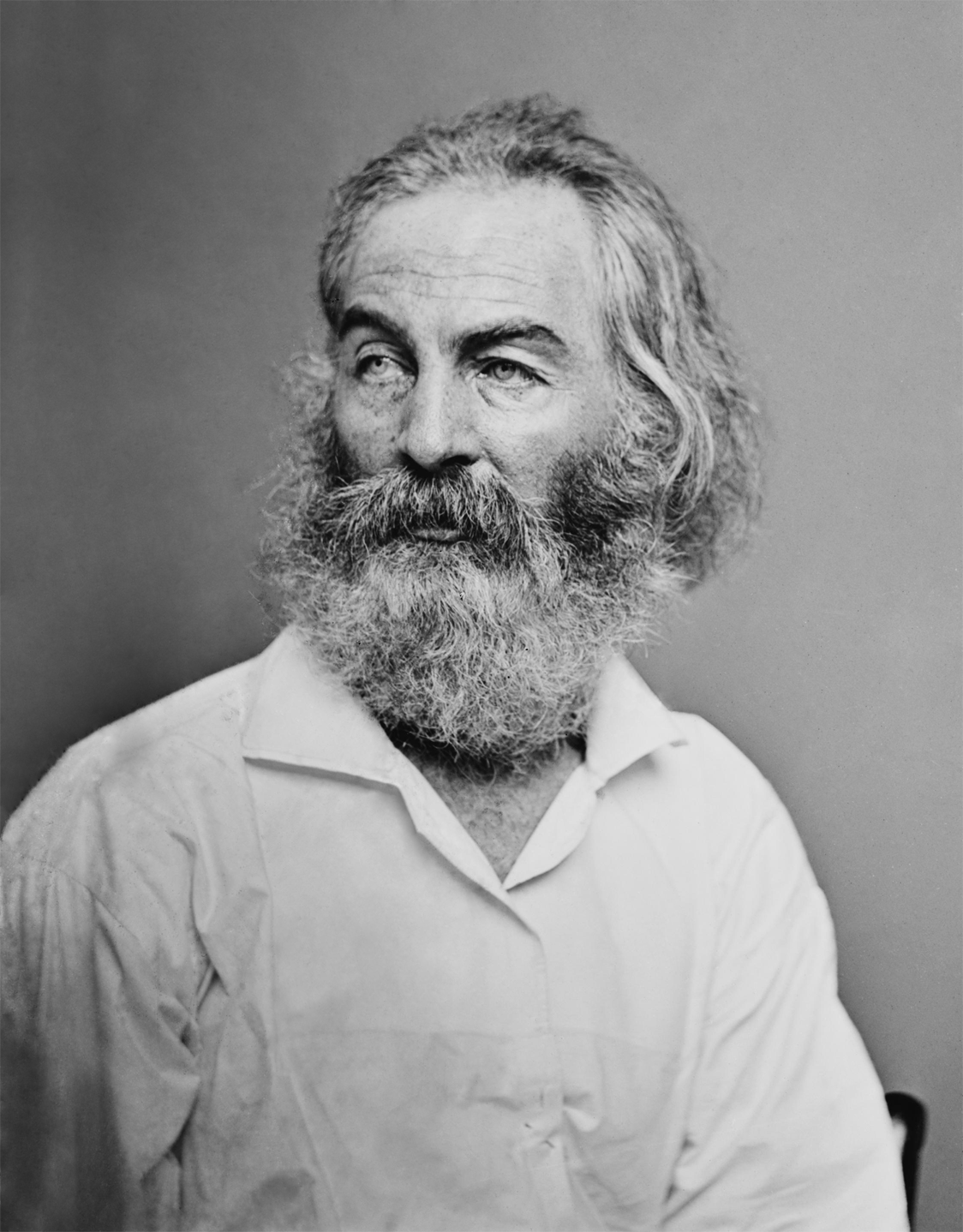
Walt Whitman (1819-1892).

### Les thèmes lyriques
- La vie privée : amour sentiment et sensualité/érotisme, amitié, amour familial filial et paternel/maternel, joie/douleur souffrance amoureuse.
- Le souvenir : moments (enfance), lieux (nostalgie), disparition, (éloignement/mort).
- La condition humaine : questionnement religieux ou exaltation, fuite du temps, mal de vivre, angoisse.
- Le monde : la nature, la nuit, la ville, le travail, la société (poète maudit).
- Le sentiment du beau ou du laid (admiration - répulsion).
- Le sentiment du bien et du mal.
- Le poète face au monde.

C'est bien sûr une veine fortement présente dans toutes les littératures du monde avec des écrivains emblématiques comme Heine, Hölderlin ou Rilke en Allemagne, Keats et Robert Browning en Angleterre, Walt Whitman (1819-1892) et Emily Dickinson (1830-1886) aux États-Unis, Pouchkine et Sergueï Essénine en Russie, Isabella di Morra et Giacomo Leopardi en Italie, Omar Khayyam en Perse.

### La tonalité lyrique
- Prédominance du vocabulaire affectif.
- Prédilection pour l'exclamation. Paul Valéry a dit : « Le lyrisme est le développement d'une exclamation. »[réf. nécessaire]
- L'apostrophe.
- L'interrogation oratoire.
- Goût des anaphores et des répétitions.
- La phrase sera tantôt ample et tantôt brisée pour épouser l'émotion dans son jaillissement.
- L'hyperbole, la comparaison et la métaphore sont particulièrement fréquentes dans les textes lyriques.

## Le lyrisme dans les autres arts
Le lyrisme est un concept qui ne s'applique pas qu'en littérature. Le lyrisme désignant le « chant » qu'Orphée obtient de sa lyre, il s'applique bien sûr dès l'origine à la musique. Par extension, il s'applique aussi aux arts plastiques.

### Musique
En musique classique, le concept du Lyrisme s'applique d'abord à l'art vocal. « Art lyrique » est aujourd'hui synonyme d'art du chant et, en particulier, d'opéra. Par ailleurs, lyrisme s'applique aussi pour désigner une qualité spécifique de melos instrumental privilégiant le ton de la confidence, de la nostalgie, etc. Une musique peut être avant tout lyrique (par exemple, au XIXe siècle celle d'un Franz Schubert et, au XXe siècle, d'un Georges Enesco), ou au contraire rythmique (par exemple, au XXe siècle, celle d'un Igor Stravinsky).

### Beaux-arts
En arts plastiques, il est d'usage de parler de lyrisme à propos de certains artistes (Auguste Rodin, par exemple) ayant privilégié la ligne expressive chargée d'un pouvoir de transmission émotionnel plutôt que le souci du réalisme. On retrouve le même usage du concept de lyrisme à propos, notamment, d'artistes peintres aussi bien romantiques comme Caspar David Friedrich que du XXe siècle comme Vassily Kandinsky et d'autres ultérieurs (abstraction lyrique).

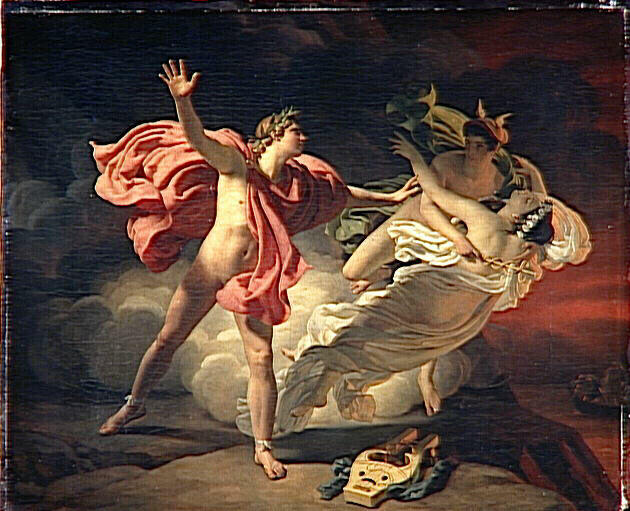
Michel Martin Drolling, Orphée et Eurydice (1762), Dijon, musée Magnin.
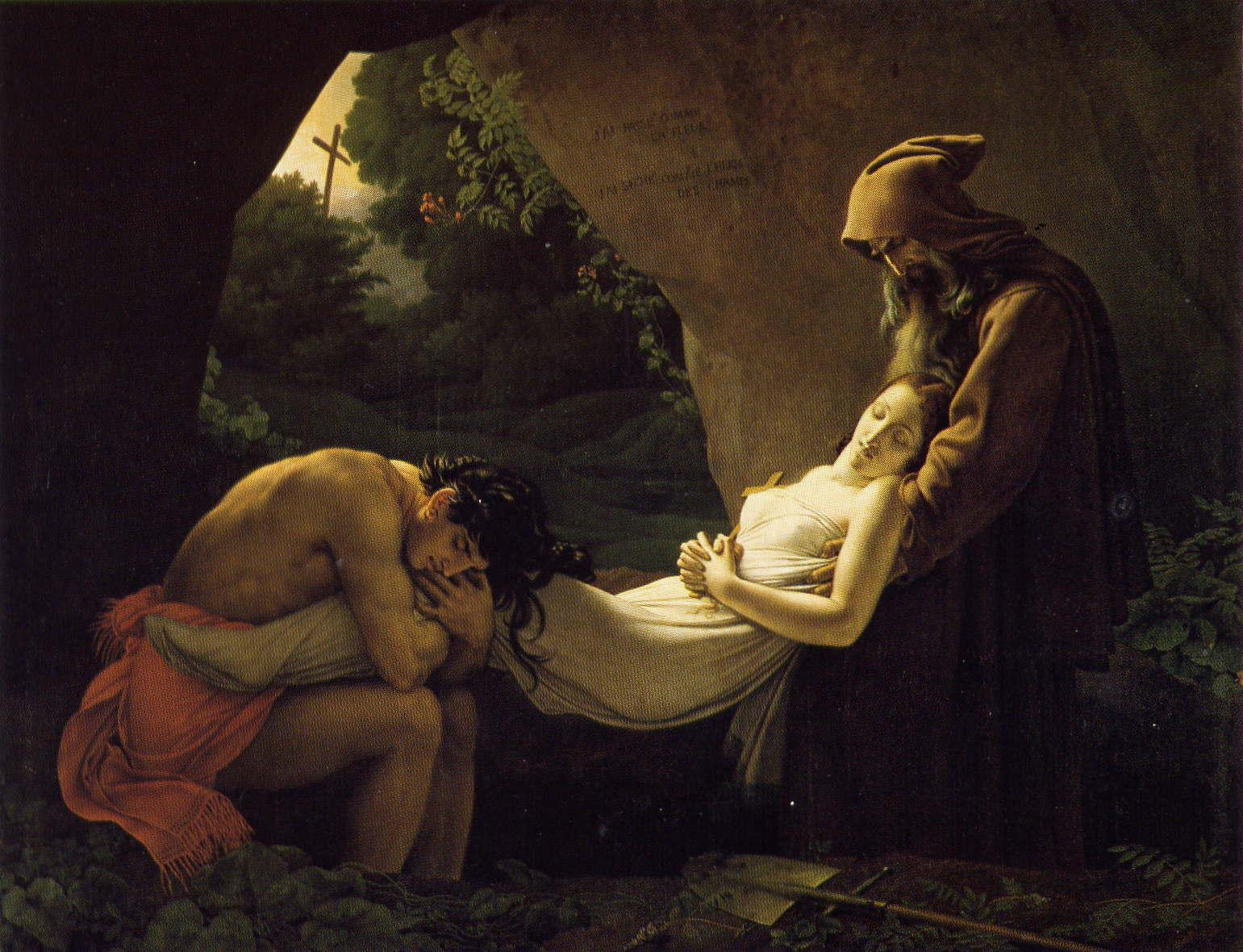
Anne-Louis Girodet, Atala au tombeau (1808), Paris, musée du Louvre.
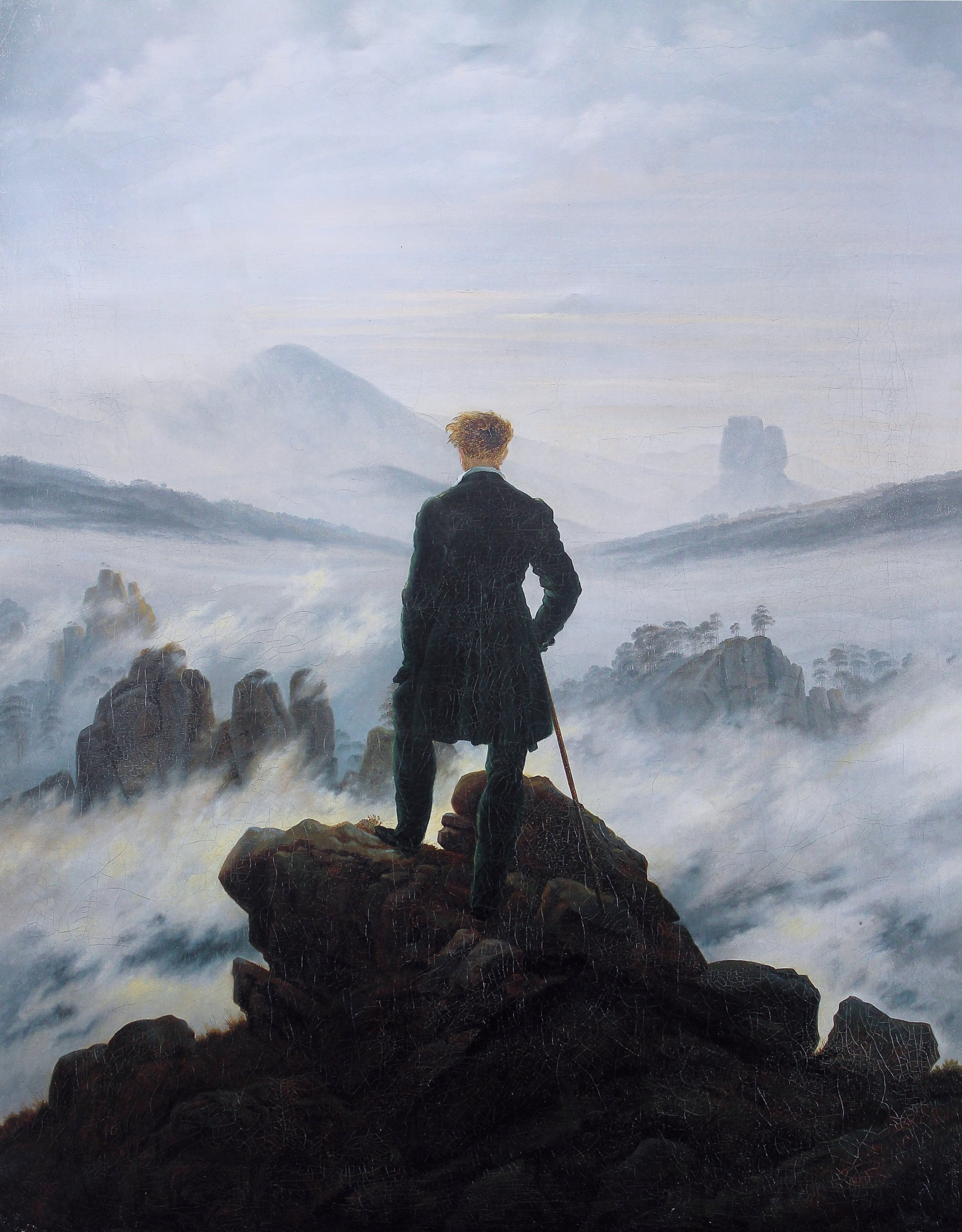
Caspar David Friedrich, Le Voyageur au-dessus de la mer de nuages (vers 1817), Kunsthalle de Hambourg.
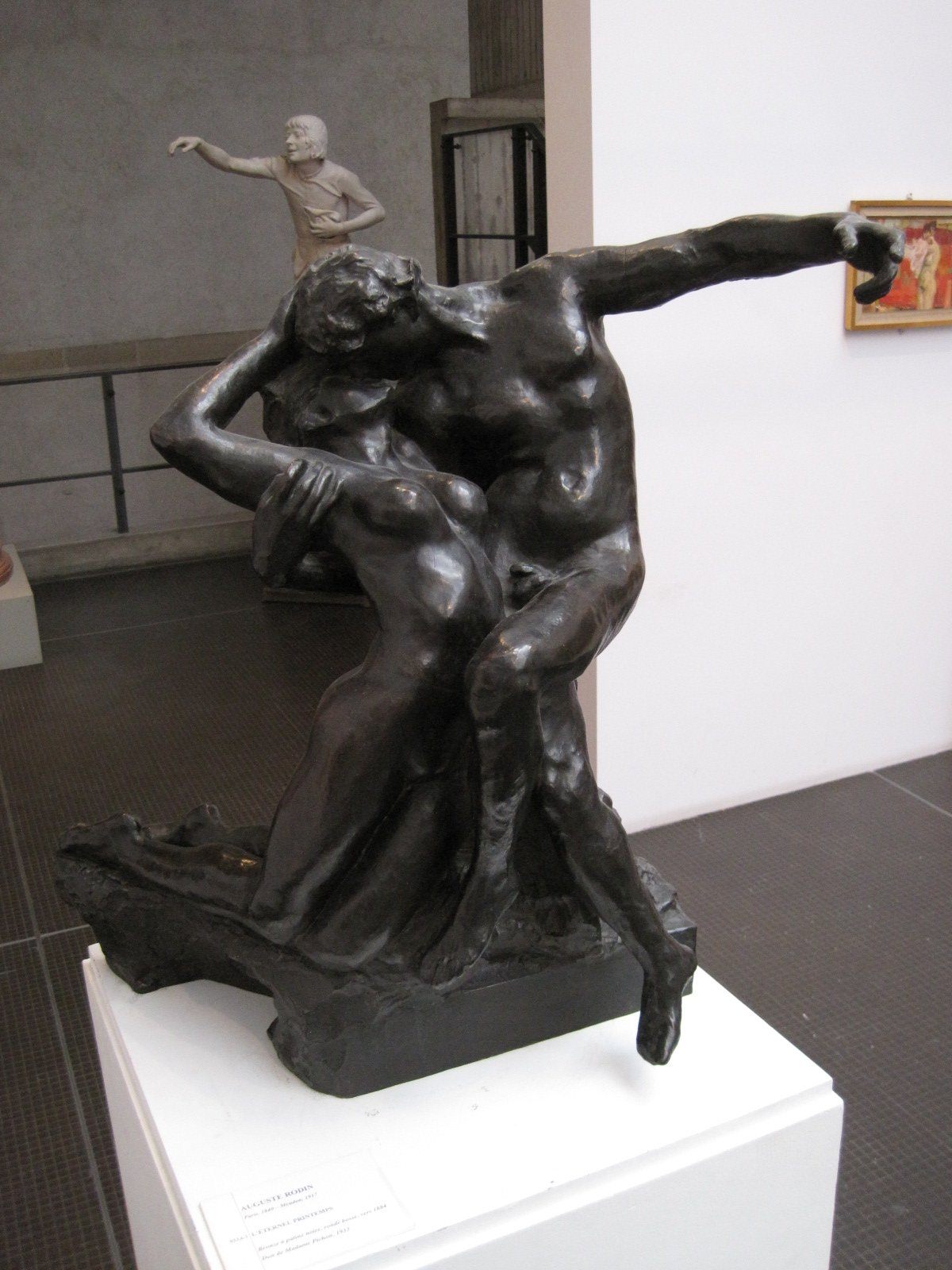
Auguste Rodin, L’Éternel printemps (1884), musée des beaux-arts de Besançon

### Philosophie
Indépendamment de toute perspective artistique, si ce n'est l'allusion aux essais de poésie auxquels sont enclins les hommes amoureux, Emil Cioran commence son ouvrage de jeunesse (1932 Sur les cimes du désespoir) par une section intitulée « Être lyrique ». Il y minore sous divers points de vue les connotations ordinaires du terme lyrisme qu'il utilise au contraire pour désigner et dépeindre singulièrement la réalité intérieure sans doute dans ses moments « les plus remarquables », voire de folie (un « paroxysme du lyrisme ? »), mais qu'il ne voit pas comme seulement propre à ces moments.